# Cratere Gogol
Gogol è un cratere d'impatto presente sulla superficie di Mercurio, a 28,29° di latitudine sud e 147,38° di longitudine ovest. Il suo diametro è pari a 79 km.
Il cratere è stato battezzato dall'Unione Astronomica Internazionale in onore del romanziere e drammaturgo russo Nikolaj Vasil'evič Gogol'.